# ببر خیزان
ببر خیزان (به انگلیسی: the Tiger Rising) دومین رمان کیت دی کامیلو است که در سال ۲۰۰۱ برای اولین بار در آمریکا به چاپ رسید.

## جوایز
- فینالیست جایزه National Book برای Young People's Literature در سال ۲۰۰۱

## داستان
ببر خیزان داستان پسر دوازده ساله‌ای به نام راب هورتن را روایت می‌کند که به تازگی مادرش را از دست داده و با پدرش در یک متل کار می‌کند . او پس از مرگ مادر به شدت افسرده و از زندگی دلسرد شده‌است تا اینکه در ابتدا با یک ببر که در قفس گرفتار است روبه رو و سپس با دختری به نام سیستین بیلی آشنا می‌شود ...

## ترجمه
- در ایران: این اثر توسط کیوان عبیدی آشتیانی ترجمه و توسط انتشارات کتاب لوک به چاپ رسیده‌است.